# كريستوفر ريس
كريستوفر ريس (بالإنجليزية: Christopher Reece)‏ هو طبال أمريكي، ولد في 28 يوليو 1959.

## وصلات خارجية
- كريستوفر ريس على موقع ميوزك برينز (الإنجليزية)
- كريستوفر ريس على موقع أول ميوزيك (الإنجليزية)
- كريستوفر ريس على موقع ديسكوغز (الإنجليزية)